# Рублево (Островский район)
Рублево — деревня в Островском районе Псковской области. Входит в состав Островской волости.

## География
Расположена на правом берегу реки Великая, в 16 км к югу от центра города Остров.

## История
Деревня до апреля 2015 года входила в состав ныне упразднённой Городищенской волости района.

## Население
| 2001 | 2002 | 2010 | 2013 |
| ---- | ---- | ---- | ---- |
| 13   | ↗14  | ↘7   | ↗10  |